# Ernst Kummer
Pour les articles homonymes, voir Kummer.
Ernst Eduard Kummer (1810-1893) est un mathématicien prussien.

## Biographie
À l'âge de 3 ans, Kummer perd son père, un médecin. Il fait des études à l'université de Halle, d'abord en théologie puis en mathématiques. Il devient docteur en mathématique en 1831.
Il enseigne pendant 10 ans au lycée de Liegnitz, où il a Leopold Kronecker et Ferdinand Joachimsthal comme élèves. Nommé en 1840 professeur à l'université de Breslau grâce à l'appui de Jacobi et de Dirichlet, il reprend la chaire de ce dernier à l'université de Berlin en 1855. Il s'occupe de nombreux doctorants, notamment Georg Cantor et Hermann Schwarz. Avec Karl Weierstrass, également nommé en 1856 à l'université de Berlin, il fonde en 1861 le premier séminaire allemand de mathématiques.
Membre correspondant de l'Académie de Berlin dès 1839 grâce au soutien de Jacobi, il en est membre à part entière en 1855, et en devient le secrétaire pour la section mathématiques et physique de 1863 à 1878. Il est également membre de l'Académie des sciences de Paris et de la Royal Society de Londres.

## Contributions
Ses premiers travaux concernent les séries hypergéométriques, complétant ceux de Gauss, ce qui lui vaut l'intérêt de Jacobi, puis de Dirichlet.
Mais son nom est associé à ses travaux sur le dernier théorème de Fermat. Il aurait d'abord cru le démontrer en croyant à tort que tous les anneaux cyclotomiques sont factoriels : en réalité son étude des nombres de classes cyclotomiques est antérieure, et il est au contraire le premier à invalider totalement cette démonstration en exhibant le cas ℤ[ζ23].
Pour corriger ce problème, il met au point la notion de nombre idéal (en), précurseur de l'idéal d'un anneau ; il est ainsi à l'origine de la notion de groupe des classes. En comprenant également la structure des unités des corps cyclotomiques, il parvient en 1847 à démontrer le théorème de Fermat pour tous les nombres premiers réguliers.
En 1857, il publie un article où il résout certains cas irréguliers du problème de Fermat. Cet article contient des erreurs, mais les idées seront reprises et corrigées par Harry Vandiver en 1929.
Bien que Kummer ne démontre pas l'hypothèse de Fermat pour tous les exposants, son œuvre marque une avancée considérable vers sa résolution et donne un grand essor à la théorie algébrique des nombres. Alors qu'il ne participe pas au concours, ses travaux lui valent le Grand Prix de l'Académie des sciences en 1857,.